# William N. Watson

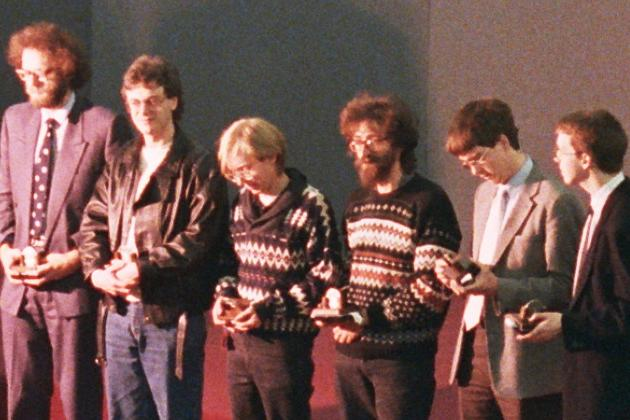
Jonathan Speelman, John Nunn, Murray Chandler, Jonathan Mestel, William Watson und Nigel Short gewannen 1988 die Silbermedaille bei der Schacholympiade in Thessaloniki.

William Nicholas Watson (* 18. April 1962 in Bagdad) ist ein englischer Schachspieler.

## Leben
William N. Watson erhielt 1982 von der FIDE den Titel Internationaler Meister, 1990 wurde er zum Großmeister ernannt. 1992 gewann er den englischen Meistertitel im Schnellschach, 1994 die Britische Meisterschaft in Norwich. Watsons Elo-Zahl beträgt 2501 (Stand: Mai 2017), seine höchste Elo-Zahl von 2560 erreichte er im Juli 1992. Watson hat seine Schachkarriere als Profi mittlerweile beendet und ist inzwischen als Anwalt in der renommierten Kanzlei Slaughter and May tätig.

## Turniererfolge
Watson erreichte Spitzenplätze bei folgenden Turnieren:
- Brighton 1983: 2.–3. Platz
- Bor 1986: 1.–3. Platz
- Kecskemét Dutep 1988: 1.–2. Platz
- London WFW 1991: 1.–2. Platz
- Prag Chip 1992: 1. Platz

## Nationalmannschaft
William Watson erreichte mit der englischen Mannschaft bei der Schacholympiade 1988 in Thessaloniki den zweiten Platz, außerdem nahm er mit England an der Mannschaftseuropameisterschaft 1989 in Haifa teil.

## Vereine
In der deutschen Schachbundesliga spielte Watson von 1993 bis 2002 für den SV Castrop-Rauxel. In der Saison 2016/17 spielte er für den Münchener SC 1836 in der Oberliga Bayern. 1996 nahm er mit dem Barbican Chess Club am European Club Cup teil.